# Colin Lawrence
Colin Lawrence es un actor anglo-canadiense conocido por sus papeles en cine y televisión. Es mejor conocido por interpretar a John 'Preacher' Middleton en la serie de Netflix Un lugar para soñar.

## Primeros años
Lawrence nació en Londres y creció en Vancouver, Columbia Británica, Canadá. Es de ascendencia jamaicana.

## Carrera
Desde 1994 ha participado en numerosas series de televisión, ya sea como estrella invitada o en roles recurrentes.
De 2006 a 2009, obtuvo reconocimiento como Hamish "Skulls" McCall en la serie de televisión reiniciada de Battlestar Galactica. En la serie de televisión Blade: la serie (2006) fue el padre del protagonista. En la serie de televisión Endgame (2011) apareció como el detective Jason Evans. En 2011 y 2012, apareció en 12 episodios como Benjamin Abani en The Killing. Más recientemente, ha aparecido en papeles recurrentes como Janko en la serie iZombie de The CW, como Damien en la comedia Impastor de TV Land y como el entrenador Clayton en la serie Riverdale de The CW. Desde 2019, interpreta al personaje principal John "Preacher" Middleton en la serie de Netflix Virgin River.
Además de su carrera como actor de televisión, también apareció en muchos largometrajes, incluidos Afghan Knights y Watchmen.

## Vida personal
Lawrence se casó con Lucia Walters en 1999 y tienen dos hijas.

## Filmografía

### Películas
| Año  | Título                       | Papel                              | Notas           |
| ---- | ---------------------------- | ---------------------------------- | --------------- |
| 1995 | Slam Dunk Ernest             | Tommy T.                           | Directo a video |
| 1999 | Y2K                          | Gumball                            |                 |
| 2000 | Epicenter                    | Comductor                          |                 |
| 2000 | The 6th Day                  | Guardia de seguridad               |                 |
| 2001 | Head over Heels              | Oficial Jones                      |                 |
| 2002 | Black Point                  | Patrullero                         |                 |
| 2003 | House of the Dead            | G                                  |                 |
| 2003 | El cazador de sueños         | Edwards                            |                 |
| 2003 | X2                           | Soldado de Stryker                 |                 |
| 2004 | The Thing Below              | Dixon                              | Directo a video |
| 2004 | Ripper 2: Letter from Within | Roberto Edwards                    |                 |
| 2004 | Part of the Game             | Marcus                             |                 |
| 2005 | Missing in America           | Joven Jake                         |                 |
| 2005 | Fantastic Four               | Policía del puente de Nueva York 2 |                 |
| 2005 | Sub Zero                     | Pete Tanner                        | Directo a video |
| 2005 | Severed                      | Arnold                             |                 |
| 2006 | Hollow Man 2                 | Capitán Rollins                    | Directo a video |
| 2006 | Crossed                      | Tyrone                             |                 |
| 2007 | Afghan Knights               | JT                                 |                 |
| 2009 | Watchmen                     | Oficial Kirkpatrick                |                 |
| 2009 | Driven to Kill               | Oficial de policía #2              |                 |
| 2009 | Case 39                      | Sargento de policía                |                 |
| 2010 | Lullaby for Pi               | Jack                               |                 |
| 2013 | Kill for Me                  | Detective Howe                     | Directo a video |
| 2013 | 12 Rounds 2: Reloaded        | Jay                                |                 |
| 2017 | Rememory                     | Det. Mike Buckland                 |                 |
| 2017 | Fifty Shades Darker          | Cliente del Penthouse Restaurant   |                 |

### Televisión
| Año        | Título                                     | Papel                                | Notas                                       |
| ---------- | ------------------------------------------ | ------------------------------------ | ------------------------------------------- |
| 1995       | She Stood Alone: The Tailhook Scandal      | Hawk                                 | Película de televisión                      |
| 1995       | Strange Luck                               | Stokes                               | Episodio: "Blind Man's Bluff"               |
| 1996, 1997 | The Sentinel                               | Ray                                  | 2 episodios                                 |
| 1996–1998  | The X-Files                                | Varios papeles                       | 3 episodios                                 |
| 1997       | Poltergeist: The Legacy                    | Paramédico #1                        | Episodio: "The New Guard"                   |
| 1997       | The Outer Limits                           | Técnico                              | Episodio: "A Special Edition"               |
| 1997       | Unwed Father                               | State Trooper                        | Película de televisión                      |
| 1997       | Medusa's Child                             | Controlador de la Base Naval PAX     | Película de televisión                      |
| 1997–2002  | Stargate SG-1                              | Varios papeles                       | 5 episodios                                 |
| 1998       | Outrage                                    | Capitán                              | Película de televisión                      |
| 1998       | Viper                                      | Karl Mathers                         | Episodio: "Double Team"                     |
| 1998       | Silencing Mary                             | Augie                                | Película de televisión                      |
| 1998       | La criatura                                | Oficial de comunicaciones            | 2 episodios                                 |
| 1998       | Atomic Train                               | Steve Monroe                         | 2 episodios                                 |
| 1999       | Heaven's Fire                              | Bobby                                | Película de televisión                      |
| 1999       | Hayley Wagner, Star                        | Sr. Altree                           | Película de televisión                      |
| 1999       | As Time Runs Out                           | Oficial                              | Película de televisión                      |
| 1999       | First Wave                                 | Terrence                             | Episodio: "Night Falls"                     |
| 1999       | The Wonder Cabinet                         | FBI-Colquitt                         | Película de televisión                      |
| 2000       | Siete días                                 | Lamar Pitts / Agente del FBI         | 2 episodios                                 |
| 2000       | Secret Agent Man                           | Exo                                  | Episodio: "Sleepers"                        |
| 2000       | Hollywood Off-Ramp                         | Luther                               | Episodio: "Judgement Day"                   |
| 2000       | Final Ascent                               | Agent Matthews                       | Película de televisión                      |
| 2001       | Dark Angel                                 | O'Neill                              | 3 episodios                                 |
| 2001       | Wolf Lake                                  | Robinson                             | Episodio: "Soup to Nuts"                    |
| 2002       | Just Cause                                 | Sharpe                               | Episodio: "Pilot: Part 2"                   |
| 2002       | The Twilight Zone                          | Daniel Barrett                       | Episodio: "Cradle of Darkness"              |
| 2002       | Saint Sinner                               | Steve                                | Película de televisión                      |
| 2003       | Andromeda                                  | 1er renegado                         | Episodio: "What Happens to a Rev Deferred?" |
| 2003       | Tan muertos como yo                        | Empresario                           | Episodio: "Dead Girl Walking"               |
| 2003       | Jeremiah                                   | Líder del equipo                     | 2 episodios                                 |
| 2004       | The Survivors Club                         | Sheriff Bellows                      | Película de televisión                      |
| 2004       | Proof of the Man                           | Mario                                | Miniserie                                   |
| 2004–2006  | The L Word                                 | David Waters                         | 4 episodios                                 |
| 2004–2009  | Smallville                                 | Varios papeles                       | 3 episodios                                 |
| 2005       | Romeo!                                     | Darius Crippen                       | Episodio: "Hits and Misses"                 |
| 2005       | Los 4400                                   | Dan Kendrick                         | Episodio: "Weight of the World"             |
| 2005       | Third Man Out                              | Cole                                 | Película de televisión                      |
| 2005       | Premonition                                | Agent Boston                         | Película de televisión                      |
| 2005       | Chasing Christmas                          | Present Trainee                      | Película de televisión                      |
| 2006       | Augusta, Gone                              | Will                                 | Película de televisión                      |
| 2006       | Blade: la serie                            | Joven Robert Brooks                  | 2 episodios                                 |
| 2006       | Saved                                      | Michael                              | Episodio: "Tango"                           |
| 2006       | To Have and to Hold                        | Det. McKenna                         | Película de televisión                      |
| 2006–2009  | Battlestar Galactica                       | Hamish 'Skulls' McCall               | 13 episodios                                |
| 2006–2016  | Supernatural                               | Various roles                        | 3 episodios                                 |
| 2007       | It Was One of Us                           | Tom                                  | Película de televisión                      |
| 2008       | Paparazzi Princess: The Paris Hilton Story | Oficial de Policía de Los Ángeles #1 | Película de televisión                      |
| 2008       | Men in Trees                               | Chico locutor hábil                  | Episodio: "Surprise, Surprise"              |
| 2008       | Past Lies                                  | Goodwin                              | Película de televisión                      |
| 2009       | Trust                                      | Detective #1                         | Película de televisión                      |
| 2009       | Children of the Gods                       | Warren                               | Película de televisión                      |
| 2009       | Phantom Racer                              | Diputado Jackson                     | Película de televisión                      |
| 2009       | Sanctuary                                  | Scofield                             | Episodio: "Veritas"                         |
| 2010       | Apocalipsis en Stonehenge                  | Pilot                                | Película de televisión                      |
| 2010       | Concrete Canyons                           | Hanley                               | Película de televisión                      |
| 2010       | Human Target                               | Delgado                              | Episodio: "Dead Head"                       |
| 2011       | Fairly Legal                               | Abogado Buddy                        | Episodio: "Bridges"                         |
| 2011       | Endgame                                    | Det. Jason Evans                     | 6 episodios                                 |
| 2011       | Fringe                                     | Agente Roach                         | Episodio: "Neither Here Nor There"          |
| 2011–2012  | The Killing                                | Benjamin Abani                       | 12 episodios                                |
| 2012       | Alcatraz                                   | J.T.                                 | Episodio: "Guy Hastings"                    |
| 2012       | Continuum                                  | Sargento / Líder                     | 2 episodios                                 |
| 2012       | Smart Cookies                              | Troy                                 | Película de televisión                      |
| 2012       | A Mother's Nightmare                       | Coach Brody                          | Película de televisión                      |
| 2012       | Hitched for the Holidays                   | Patrick                              | Película de televisión                      |
| 2012       | Beauty and the Beast: A Dark Tale          | Yanta Mho                            | Película de televisión                      |
| 2013       | Arrow                                      | Paul Knox                            | Episodio: "Trust But Verify"                |
| 2013       | Twist of Faith                             | Mike Jones                           | Película de televisión                      |
| 2013       | Eve of Destruction                         | David Jackson                        | 2 episodios                                 |
| 2013       | Cedar Cove                                 | Instructor                           | Episodio: "Cedar Cove: The Beginning"       |
| 2013       | La reina de las sombras                    | Marcus                               | Episodio: "Of All the Gin Joints"           |
| 2014       | Los 100                                    | Rivo / Grounder Warrior              | 2 episodios                                 |
| 2015       | Motive                                     | Doug Grey                            | Episodio: "Calling the Shots"               |
| 2015       | Minority Report                            | Hamilton Vega                        | 2 episodios                                 |
| 2015       | Angels in the Snow                         | Joe Tucker                           | Película de televisión                      |
| 2015–2016  | Impastor                                   | Damien Westbrook                     | 5 episodios                                 |
| 2016       | iZombie                                    | Janko                                | 6 episodios                                 |
| 2016       | Dead of Summer                             | Papá de joel                         | 2 episodios                                 |
| 2016       | Betrayed                                   | Cat Eyes                             | Episodio: "No Escape"                       |
| 2016       | Mr. Write                                  | Tim                                  | Película de televisión                      |
| 2016       | Shut Eye                                   | Denny                                | 2 episodios                                 |
| 2016       | The Man in the High Castle                 | Capitán del barco                    | Episodio: "The Tiger's Cave"                |
| 2016, 2018 | Girlfriends' Guide to Divorce              | DJ                                   | 2 episodios                                 |
| 2017       | Framed for Murder: A Fixer Upper Mystery   | Chief Jensen                         | Película de televisión                      |
| 2017       | Beaches                                    | Bryan                                | Película de televisión                      |
| 2017       | Timeless                                   | State Trooper                        | Episodio: "Karma Chameleon"                 |
| 2017       | The Arrangement                            | Brandon Drake                        | Episodio: "Crashing"                        |
| 2017       | Concrete Evidence: A Fixer Upper Mystery   | Jefe Jensen                          | Película de televisión                      |
| 2017       | Somewhere Between                          | Barnes                               | 3 episodios                                 |
| 2017–2019  | Riverdale                                  | Coach Clayton                        | 6 episodios                                 |
| 2018       | Taken                                      | Terry Hicks                          | Episodio: "Quarry"                          |
| 2018       | Deadly Deed: A Fixer Upper Mystery         | Jefe Jensen                          | Película de televisión                      |
| 2018       | ReBoot: The Guardian Code                  | Sr. Davies                           | 2 episodios                                 |
| 2018       | Colony                                     | Centinela de la resistencia          | 3 episodios                                 |
| 2018       | The Bletchley Circle: San Francisco        | Marcus Bearden                       | 5 episodios                                 |
| 2018       | Take Two                                   | Jay Elder                            | 2 episodios                                 |
| 2018       | Christmas in Evergreen: Letters to Santa   | Thomas Tucker                        | Película de televisión                      |
| 2018, 2019 | The Good Doctor                            | Clifton                              | 2 episodios                                 |
| 2019       | Mystery 101                                | Sebastian Dusquenes                  | Episodio: "Playing Dead"                    |
| 2019       | Christmas in Evergreen: Tidings of Joy     | Thomas Tucker                        | Película de televisión                      |
| 2019–2022  | Un lugar para soñar                        | John 'Preacher' Middleton            | 42 episodios                                |
| 2020       | Christmas in Evergreen: Bells are Ringing  | Thomas Tucker                        | Película de televisión                      |
| 2021       | Morning Show Mysteries                     | Tyrell Price                         | Episodio: "Murder After All"                |
| 2021       | Dancing Through the Snow                   | Michael Foster                       | Película de televisión                      |
| 2023       | Napa Ever After                            |                                      | Película de televisión                      |